# Hylaeus sanctus
Hylaeus sanctus är en biart som beskrevs av Cockerell 1936. Hylaeus sanctus ingår i släktet citronbin, och familjen korttungebin. Inga underarter finns listade i Catalogue of Life.